# TK-17 Arkhangelsk
Le TK-17 puis TK-17 Arkhangelsk (en russe : ТК-17 « Архангельск »), est le cinquième sous-marin nucléaire lanceur d'engins (en russe : Тяжёлые ракетные подводные крейсеры стратегического назначения, abrégé en ТРПКСН, littéralement « croiseur lourd sous-marin lanceur d'engins ») du projet 941 « Akula » (code OTAN : classe Typhoon), en service dans la marine soviétique puis dans la marine russe. Le TK-17 Arkhangelsk est placé en réserve depuis 2008 en attente d'une décision sur sa modernisation ou son démantèlement.

## Service

### Construction et lancement

Silhouette d'un sous-marin nucléaire lanceur d'engins du projet 941 « Akula ».

La quille du TK-17 est posée le 9 août 1983 au chantier naval no 402 de la Sevmash à Severodvinsk. Le 3 mars 1984, le bâtiment est inscrit sur la liste des navires de guerre de la marine soviétique en tant que « croiseur lourd sous-marin lanceur d'engins » (TRPK). Comme les sous-marins occidentaux, chaque Typhoon est sous la responsabilité de deux équipages. Il est lancé le 12 décembre 1986 et entre en service le 15 décembre 1987 après avoir validé une série d'essais en mer.
Le 19 février 1988, le TK-17 est affecté à la 18e division de sous-marins de la 1re flottille (18 ДПЛ 1 ФлПЛ СФ) de Flotte du Nord, stationnée dans la baie Nerpichia.

### Accident
Le 27 septembre 1991, lors d'un départ de la mer Blanche, un missile explose et un incendie se déclare dans le compartiment des missiles. L'explosion détruit le panneau protecteur du missile (la trappe du silo?). Des hommes d'équipage sont blessés au cours de l'incident, la patrouille est annulée et le bâtiment est immobilisé pour une réparation importante.

### Retour en service
Le 3 juin 1992, le TK-17 est reclassé en tant que « croiseur lourd sous-marin nucléaire stratégique » (TAPKSN).
Le 15 octobre 1993, il procède au lancement d'un missile balistique d'exercice R-39 (en) vers le polygone de Koura, au Kamtchatka. En décembre 1997, il procède au tir de l'ensemble de ses missiles en une seule salve, dans le cadre d'un entraînement dans l'hypothèse d'une guerre nucléaire. 
En juillet 2001, il rallie Severodvinsk. De août 2001 au 9 novembre 2002, il est placé en indisponibilité périodique pour entretien et réparation (abréviation IPER) au chantier naval Sevmash. Le TK-17 subit alors un grand nombre de modifications présentes dans le projet 941-UM.
Le 18 novembre de la même année, le TK-17 est renommé TK-17 Arkhangelsk. Il reprend ainsi le nom du K-525 Arkhangelsk du projet 949 (classe Oscar), qui avait été rayé de la liste de la marine russe en 1996.
Le 17 février 2004, le TK-17 Arkhangelsk prend part à un exercice avec à son bord le président de la fédération de Russie, Vladimir Poutine. Il est placé en réserve au mois d'avril 2004. Le 29 avril 2004, en raison de la fin de vie opérationnelle des missiles R-39 (en), TK-17 se retrouve sans missiles le 18 novembre 2005, ses réacteurs nucléaires sont rechargés avec le PM-63 dans l'oblast d'Arkhangelsk. 
Toujours actif en 2007, il est placé en réserve en 2008 comme le TK-20. En août 2007, l'admiral flota Vladimir Masorine (en) déclare qu'il ne prévoyait pas la modernisation des sous-marins TK-17 et TK-20 d'ici 2015, pour recevoir les modifications nécessaires pour accueillir les missiles Boulava-M. Il est en attente d'une décision sur la modernisations ou le démantèlement à Severodvinsk depuis 2009. Il a effectué plus de 50 missions opérationnelles au cours de sa carrière.

## Commandants
- 1987 - 2002 : ???
- 2002? - 2003 : V. Volkov
- 2003- 2007 : Bogatchev
- 2007 : A. Bogdanov